# Право на приватност
Право на приватност елемент је различитих правних традиција којима се ограничавају владине и приватне радње које угрожавају приватност појединаца. Ово право помиње се у преко 150 националних устава на свету.
Након глобалне афере прислушкивања из 2013. коју је покренуо бивши запосленик Националне сигурносне агенције (НСА) Едвард Сноуден, неотуђиво људско право на приватност било је предмет међународне дебате. Владине агенције, као што су НСА, Централна обавештајна агенција (ЦИА), Крило за истраживање и анализу (R&AW) и Државни комуникациони штаб (GCHQ), укључили су се у масовни, глобални надзор .
Неке тренутне расправе о праву на приватност обухватају: да ли би приватност имала суживот с тренутним могућностима обавештајних служби (попут приступа и анализе многих појединости из живота индивидуе); да ли се поменуто право губи као део друштвеног уговора за јачање одбране од наводних терористичких напада; да ли је тероризам ваљан изговор за шпијунирање опште популације.
И актери из приватног сектора угрожавају право на приватност, а нарочито технолошке компаније попут Амазона, Епла, Фејсбука, Гугла и Јахуа које користе и прикупљају личне информације. Ова забринутост појачана је скандалима, нпр. скандал са подацима Фејсбука и Кембриџ аналитике, који се усредсредио на психографску компанију Кембриџ аналитика, која користи личне податке са Фејсбука како би утицала на велике групе људи.